# 孽缘 (2010年电视剧)
《孽缘》是云南润视荣光影业制作有限公司推出的一部都市情感励志剧，于2009年8月29日在昆明市开机拍摄。本剧主要讲述了女大学生汪海灵被一个恶棍刘多贵强奸，但她并没有自暴自弃，而是努力与命运抗争的故事。2010年6月9日河南卫视和山东卫视上星。

## 特色
本剧虽为家庭伦理剧，但覆盖范围较大，涉及爱情、励志、亲情、友情，较为贴近生活，生动真实，从一些生活琐事入手，引起观众共鸣。

## 演员

### 汪家
- 霍思燕 饰 汪海灵
- 黄永刚 饰 汪海强
- 岳跃利 饰 汪　父
- 普超英 饰 汪　母
- 丁嘉力 饰 可　可（大）

### 李家
- 李　晨 饰 李保全
- 马军勤 饰 保全母

### 刘家
- 孙　玮 饰 刘多贵
- 李　曼 饰 张玉梅
- 邬倩倩 饰 多贵母

### 电视台
- 郭　金 饰 杨主持

### 汽车公司
- 刘恩佑 饰 郭浩东
- 李亚红 饰 顾若溪
- 米学东 饰 侯律师（侯不败）

### 汪海灵的大学同学
- 颖　儿 饰 张小迪
- 赵耀兴 饰 江　浩

### 检察院
- 刘　杰 饰 白月寒

### 其他演员
- 于荣光 饰 二　哥
- 吕易杉 饰 红　英
- 萧苏民 饰 杨永幸（杨教授）
- 冀　涛 饰 梁有材（梁子）

## 收视
本剧在北京电视台播出后，即夺得该地区收视冠军。之后在山东省、黑龙江省等地亦取得良好成绩，以1.64的收视率和5.31的市场份额获得“全国省级卫视晚间电视剧收视率排行榜”第一名。